# Zinzan Brooke
Zinzan Valentine Brooke (* 14. Februar 1965 in Waiuku; vor dem Deed Poll Murray Zinzan Brooke) ist ein ehemaliger neuseeländischer Rugby-Union-Spieler, der auf den Positionen Nummer Acht und Flügelstürmer spielte.
Er nahm an drei Rugby-Union-Weltmeisterschaften teil: 1987, als Neuseeland Weltmeister wurde, 1991 und 1995, als er im Finale gegen Südafrika spielte. Er war von 1987 bis 1997 neuseeländischer Nationalspieler und erzielte 58 Länderspiele und 89 Punkte. Mit den All Blacks gewann er die ersten beiden Tri Nations und mit den Auckland Blues 1996 und 1997 die ersten beiden Super 12.
Er ist der ältere Bruder von Robin Brooke, der ebenfalls neuseeländischer Nationalspieler war, und der jüngere Bruder von Martin Brooke, der als einer der wichtigsten Spieler der Neuseeländischen Rugby-Union-Nationalmannschaft in den 1990er-Jahren gilt.

## Karriere

### Rugby Union
Zinzan Brooke wurde am Mahurangi College ausgebildet und gab 1986 sein Debüt in der höchsten Rugbyklasse. Er spielte für die Auckland Region an der Seite anderer bzw. künftiger neuseeländischer Nationalspieler wie Sean Fitzpatrick, Michael Jones, Grant Fox, John Kirwan und seinem Bruder Robin Brooke. Auckland dominierte zu dieser Zeit die National Provincial Championship und Zinzan Brooke gewann zwischen 1987 und 1997 acht Titel. 1987 profitierte er von der Verletzung von Mike Brewer und wurde in die Neuseeländischen Rugby-Union-Nationalmannschaft für die Rugby-Union-Weltmeisterschaft 1987 aufgenommen. Sein internationales Debüt gab er beim Turnier gegen Argentinien und erzielte in diesem Spiel einen Versuch. Dies war sein einziges Spiel während des Turniers, da er von Buck Shelford auf der Position des dritten Mittelfeldspielers eingesetzt wurde.
Brooke wurde regelmäßig für die All Blacks ausgewählt, aber erst 1990 zum Stammspieler, auch wenn er mit Verletzungen und den Launen der Nationaltrainer zu kämpfen hatte. Als Māori wurde er auch zum Anführer des Haka, eine Position, die zuvor ebenfalls von Buck Shelford bekleidet wurde.
Bei der Rugby-Union-Weltmeisterschaft 1991 nahm er als Stammspieler an seiner zweiten Weltmeisterschaft teil, doch Neuseeland schied im Halbfinale gegen Australien aus. Bei der Rugby-Union-Weltmeisterschaft 1995 nahm er an seiner dritten Weltmeisterschaft teil und zeichnete sich durch einen 47-Meter-Drop im Spiel gegen England aus. Zinzan Brooke, der in dieser Übung geschickt war – eine seltene Eigenschaft für einen Frontmann –, erzielte drei Drops im Trikot der All Blacks. Neuseeland scheiterte jedoch im Finale gegen Südafrika.
Brooke war einer der Gründungsmitglieder des Southerners Sports Club in Bangkok und spielte 1994 in der ersten Mannschaft gegen den Taradale RFC. Im Jahr 1995 veröffentlichte er seine Autobiografie Zinny: The Zinzan Brooke story, die er zusammen mit Alex Veysey schrieb.
Bei der Tournee durch Südafrika im folgenden Jahr revanchierte er sich mit einem 3:1-Sieg in der Serie. Er beendete seine internationale Karriere 1997, als die All Blacks zehn Siege errangen und mit einem Unentschieden in Twickenham Stadium gegen die Engländer endeten. In den Jahren 1996 und 1997, als Rugby professionell wurde, gewann Zinzan Brooke die ersten beiden Tri Nations, ein Turniers, bei dem die drei großen Nationen der südlichen Hemisphäre – Neuseeland, Australien und Südafrika – gegeneinander antreten. Außerdem gewann er mit der Franchise der Auckland Blues die ersten beiden Meisterschaften der Super 12.
Brooke verließ 1997 Neuseeland und schloss sich der Londoner Mannschaft Harlequins an, für die er bis 2001 spielte. Ab 2002 spielte er für den Coventry RFC an, die in der National Division One spielte. Danach verließ er das professionelle Rugby und spielte eine Zeit lang für den Amateurverein Windsor RFC in Berkshire.
Für die All Blacks bestritt Zinzan Brooke 100 Spiele (davon 58 Tests) und erzielte 42 Versuche (davon 17 in Tests, was den Rekord für einen Frontmann darstellt). Neben den All Blacks spielt er auch für die New Zealand Barbarians auf zwei Tourneen in den Jahren 1999 und 2000 und für die New Zealand Māori.

### Rücktritt
Während der Rugby-Union-Weltmeisterschaft 2011 in Neuseeland wurde Brooke in die TVNZ This Is Your Life Wall of Fame aufgenommen. 
Brooke betrieb zusammen mit seiner Frau die Frances Lodge, ein Boutique-Bed and Breakfast in Windsor, Berkshire. Als sie im August 2012 in Vereinigten Königreich für insolvent erklärt wurden, wurde die Frances Lodge geschlossen.
Bei einem Sturz aus einem Taxi in der spanischen Stadt Elche im Mai 2007 zog sich Brooke eine Kopfverletzung zu. Die Umstände dieses Unfalls blieben ungeklärt. Seit der Operation am Gehirn fällt es ihm schwerer, sich zu artikulieren.
Während des COVID-19-Ausbruchs postete Brooke Desinformationen über Schutzmasken und unterstützte unbewiesene Medikationen wie Ivermectin und Hydroxychloroquin. Diese Behauptungen wurden von neuseeländischen Wissenschaftlern wie Michael Baker und Siouxsie Wiles kritisiert, die Brooke aufforderten, sich mit Wissenschaftlern auseinanderzusetzen und „seriöse Quellen“ zu suchen.

### Erfolge
Zinzan Brooke gewann mit den Auckland Blues 1996 und 1997 die ersten beiden Meisterschaften der Super 12. Außerdem gewann er jedes Jahr von 1987 bis 1990 und von 1993 bis 1996 die Bunnings und 1995 und 1996 den Ranfurly Shield.
Er spielte 58 Tests für die All Blacks zwischen dem 1. Juni 1987 im Wellington Regional Stadium gegen Argentinien und dem 6. Dezember 1997 im Twickenham Stadium gegen England. In diesen Tests erzielte er 89 Punkte, die sich aus 17 Versuchen und drei Drops zusammensetzten.
Brooke nahm an drei Weltmeisterschaften teil, wobei er bei der ersten Weltmeisterschaft 1987, bei der Neuseeland Weltmeister wurde, ein Spiel gegen Argentinien bestritt. Bei der Weltmeisterschaft 1991 bestritt er fünf Spiele gegen England, Italien, Kanada, Australien und Schottland. Bei der Weltmeisterschaft 1995 spielte er gegen Japan, Schottland, England und im verlorenen Finale gegen Südafrika.
Er nahm auch an den ersten beiden Tri Nations 1996 und 1997 teil, die beide von Neuseeland gewonnen wurden. Bei jedem dieser Turniere bestritt er alle vier Spiele seiner Mannschaft und gewann alle. Er erzielte einen Versuch.
In 42 weiteren Spielen für die All Blacks erzielte er 106 Punkte, 25 Versuche und fungierte fünfmal als Kapitän. Seine Gesamtpunktzahl für die All Blacks betrug 189.
Bei den Neujahrsehrungen 1997 wurde Zinzan Brooke aufgrund seiner Verdienste der New Zealand Order of Merit verliehen.

### Stil
Zinzan Brooke gilt als einer der besten Spieler aus der dritten Reihe seiner Zeit. Der ehemalige englische Nationalspieler Will Carling sagte über ihn, dass er „eine bessere Hand- und Fußarbeit als einige internationale Halbspieler hat“. Er ist ein wendiger, vielseitiger und fußballerischer Spieler. Im Laufe seiner Karriere soll er mehr als 150 Versuche erzielt haben. In seiner Karriere bei den All Blacks gelangen ihm drei Drops.

## Name und Familie
Der ungewöhnliche Vorname Zinzan hat eine lange Geschichte in der Familie Brooke, obwohl sein Ursprung ungewiss ist. Es wird vermutet, dass es sich um einen anglisierten italienischen oder albanischen Namen handeln könnte. Der Name verbindet Brookes Familie mit einer anderen bedeutenden neuseeländischen Sportlerfamilie, nämlich der des Cricketspielers Zin Harris und seiner Söhne Chris Zinzan Harris und Ben Zinzan Harris, ebenfalls Cricketspieler, die alle entfernte Verwandte der Brookes sind.
Er hat zwei weitere Brüder, die ebenfalls Rugby auf repräsentativer Ebene spielten: Marty, der in der Auckland Rugby Football Union und der Southland Rugby spielte, und Robin, der für Auckland Rugby Football Union und in der Neuseeländischen Nationalmannschaft spielte.
Brooke ist Mitglied des Ngāpuhi, eines Volksstamms der Māori.